# Борислав Михайлов
Борислав Бисеров Михайлов (12 лютого 1963, Софія, Болгарія) — болгарський футбольний функціонер, президент Болгарського футбольного союзу (2005–2019; 2021–2023). Почесний громадянин Софії.
В минулому — відомий футбольний воротар, рекордсмен за кількістю матчів, проведених у складі збірної Болгарії з футболу, (102).

## Клубна кар'єра
Вихованець футбольної школи софійського «Левскі», у якій починав награватися на позиції нападника, згодом змінив амплуа на позицію воротаря. Пройшов через усі вікові групи підготовки у клубі.
1981 року дебютував у головній команді «Левскі», провів у її складі протягом 8 сезонів 180 ігор у чемпіонаті Болгарії. Виступаючи за «Левскі» тричі ставав чемпіоном країни та ще тричі — володарем Кубка Болгарії. 1986 року визнавався Футболістом року у Болгарії.
1989 року перебрався до Португалії, де захищав кольори лісабонського «Белененсеша», а за 2½ сезони — до Франції, де протягом 1992—1994 років грав у складі команди «Мюлуз» у Лізі 2.
1994 року повернувся до Болгарії, де трохи більше сезону захищав ворота пловдивського «Ботєва». З 1995 по 1997 грав у складі англійського «Редінга», після чого сезон 1997—1998 провів знову на батьківщині — цього разу у софійській «Славії». Останнім професійним клубом 35-річного гравця став швейцарський «Цюрих», у складі якого він відіграв одну гру в сезоні 1998—1999.

## Виступи за збірну
4 травня 1983 року дебютував у складі збірної Болгарії у матчі проти збірної Куби (перемога 3:2). Поступово став основним голкіпером збірної, а згодом й її капітаном.
Брав участь у Чемпіонаті світу 1986 року (провів 4 гри), у тріумфальному для болгарської команди Чемпіонаті світу 1994 року, де болгари зайняли 4-те місце, а Михайлов відіграв у 7 матчах, а також у Чемпіонаті Європи 1996 року (3 гри). Потрапив до заявки збірної на Чемпіонат світу 1998 року, однак протягом фінальної частини турніру жодного разу на поле не виходив.
Останньою грою у формі збірної для гравця став товариський матч проти збірної Алжиру 5 червня 1998 року (перемога 2:0).
Михайлов є рекордсменом збірної Болгарії за загальною кількістю офіційних зустрічей за національну команду — 102, а також за кількістю зустрічей як капітан команди — 60.

## Кар'єра функціонера
Після завершення активної ігрової кар'єри зв'язав подальше життя з організацією футбольного господарства Болгарії. З 2000 року став заступником голови Державної агенції у справах молоді та спорту, а також членом Виконавчого комітету Болгарського футбольного союзу (БФС).
Протягом 2001—2005 обіймав посаду віце-президента БФС, а 21 жовтня 2005 року обраний президентом цього керівного органу болгарського футболу, пробув на посаді до 2019 року та з 2021 по 2023 роки.

## Особисте життя
Борислав Михайлов виріс у родині Бісера Михайлова, також відомого футбольного воротаря, що захищав ворота софійського «Левскі» та збірної Болгарії у 1960-х і 1970-х роках.
Син Борислава Михайлова, Ніколай Михайлов також продовжив родинну справу, як і батько з дідом розпочинав кар'єру футбольного воротаря у «Левскі», 2006 року дебютував у воротах болгарської збірної.

## Досягнення
- Чемпіон Болгарії (3): 1984, 1985, 1988;
- Володар Кубка Болгарії (3): 1982, 1984, 1986;
- Володар Кубка Радянської Армії (3): 1984, 1987, 1988;
- Футболістом року у Болгарії: 1986;
- Півфіналіст Чемпіонату світу 1994 року:
- Рекордсмен за кількістю матчів у складі збірної Болгарії: 102.